# Vittonville
Vittonville ist eine französische Gemeinde mit 126 Einwohnern (Stand: 1. Januar 2022) im Département Meurthe-et-Moselle in der Region Grand Est (vor 2016 Lothringen). Sie gehört zum Arrondissement Nancy und zum Kanton Pont-à-Mousson. Die Einwohner werden Vittonvillois genannt.

## Geografie
Vittonville liegt etwa 26 Kilometer nordnordwestlich von Nancy an der Mosel, die die Gemeinde im Westen begrenzt. Umgeben wird Vittonville von den Nachbargemeinden Arry im Norden, Lorry-Mardigny im Osten, Champey-sur-Moselle im Süden und Südwesten, Vandières im Südwesten und Westen sowie Pagny-sur-Moselle im Nordwesten.

## Bevölkerungsentwicklung
| Jahr                       | 1962 | 1968 | 1975 | 1982 | 1990 | 1999 | 2006 | 2019 |
| Einwohner                  | 81   | 75   | 110  | 87   | 100  | 110  | 129  | 128  |
| Quellen: Cassini und INSEE |      |      |      |      |      |      |      |      |

## Sehenswürdigkeiten
- Kirche Notre-Dame-de-l'Assomption aus dem 19. Jahrhundert
- Schloss Vittonville aus dem 17./18. Jahrhundert

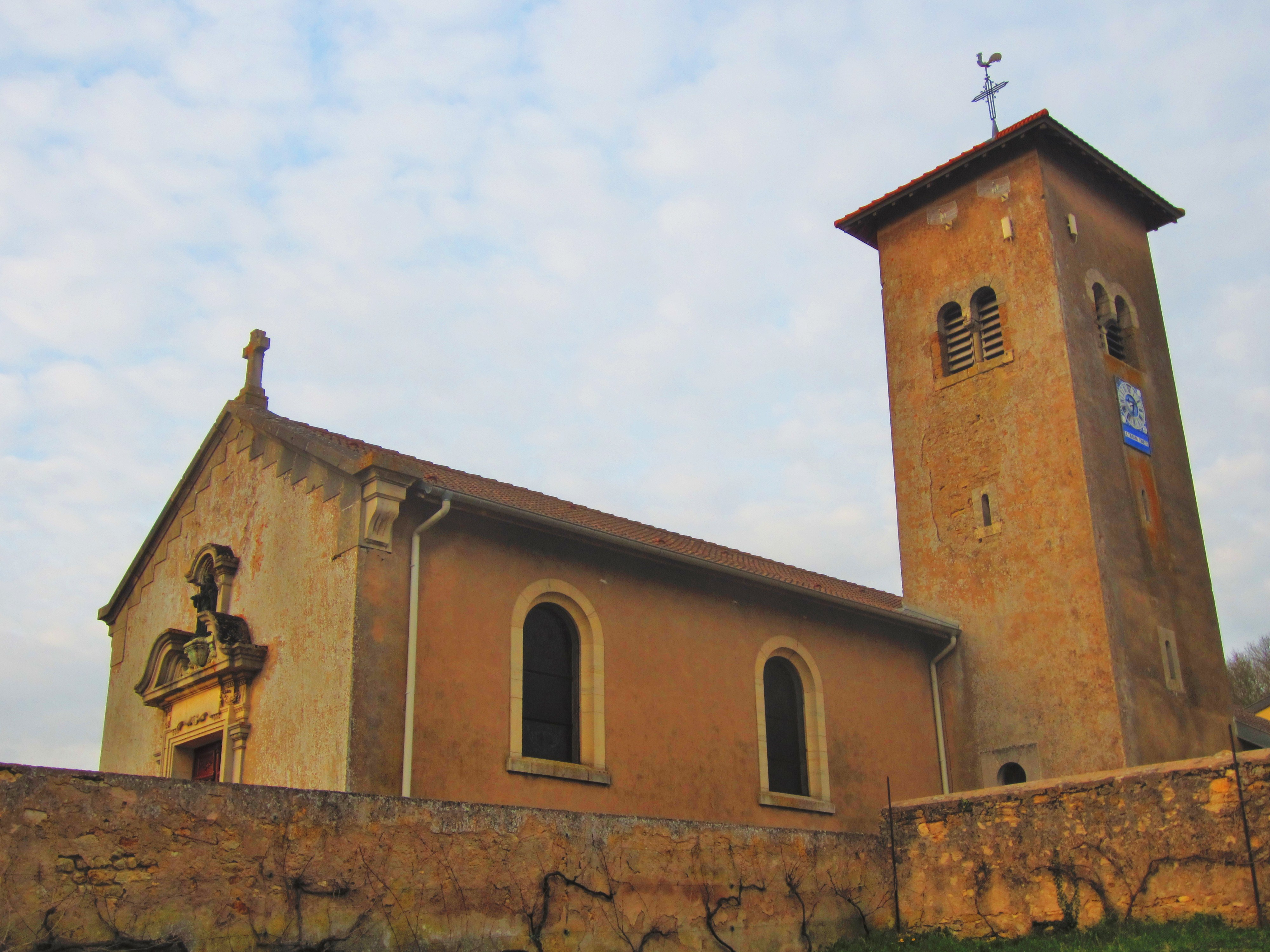
Kirche Notre-Dame-de-l'Assomption